# ガジャ・マダ

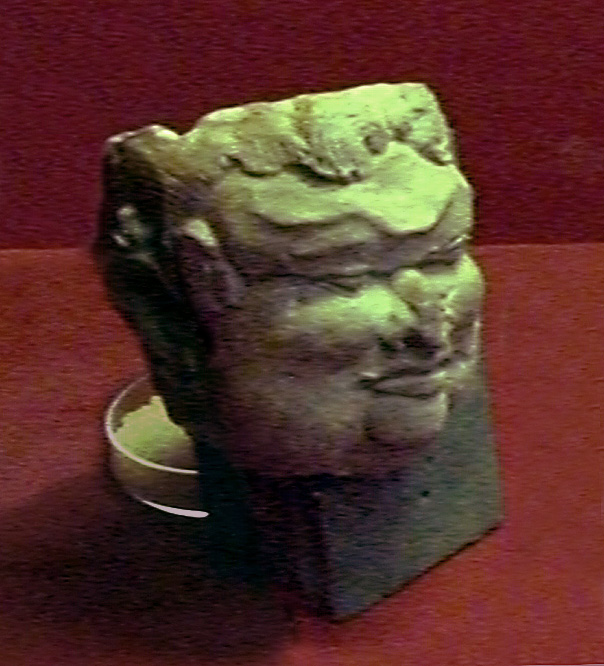
ガジャ・マダ

ガジャ・マダ（Gadjah Mada/Gajah Mada、? - 1364年）は、14世紀のジャワ島にあったマジャパヒト朝の宰相を務めた人物。ハヤム・ウルク王を補佐して王国の全盛期を築いた。
初めは禁軍の1将校に過ぎなかったが、1319年に当時のジャヤナガラ王の危機を救ったことから地方の知事に抜擢されて治績を挙げた。1331年にサデン人の反乱を鎮圧したのを機に中央に召されて宰相に就任した。当時はジャヤナガラの従兄弟であった女王トリブワナー（その母親のラージャパトニが即位していたとする説もある）が在位し、1350年に即位したトリブワナーの子であるハヤム・ウルクも若年であったためにガジャ・マダがこれを補佐して国政全般を指揮した。また、軍人出身であったガジャ・マダは軍の指揮官としても才能を示し、1342年にバリ島を征服したほか、周辺地域を次々と征服し、南海諸王朝の歴史の中で最大の版図を築いた。名宰相の誉れ高く、現在のインドネシアには彼の名を取ったガジャ・マダ大学が存在する。